# Bon Voyage, Charlie Brown (and Don't Come Back!!)
Bon Voyage, Charlie Brown (and Don't Come Back!!) is een Amerikaanse animatiefilm uit 1980, gebaseerd op de stripserie Peanuts van Charles M. Schulz. De film werd geproduceerd door United Feature Syndicate voor Paramount Pictures. Regie was in handen van Bill Meléndez.

## Verhaal
Charlie Brown, Linus van Pelt, Peppermint Patty en Marcie gaan een tijdje naar Frankrijk als onderdeel van een uitwisselingsprogramma. Snoopy en Woodstock reizen ook mee. Vlak voor vertrek ontvangt Charlie een brief geschreven in het Frans, waarin hij wordt uitgenodigd om zijn periode in Frankrijk door te brengen in het Château du Mal Voisin ("het kasteel van de slechte buur"). De brief is van een zekere Violette, maar niemand weet wie dit is.
De groep reist eerst per vliegtuig naar Londen, waar ze na een korte rondleiding overstappen op de hovercraft naar Frankrijk. In Frankrijk reist de groep eerst af naar een landhuis waar Patty en Marcie zullen verblijven tijdens hun periode. Ze worden begroet door een jongen genaamd Pierre. Wanneer Pierre hoort over de brief, vertelt hij dat Violette het nichtje is van de baron die de Chateau bezit. Hij staat echter bekend als een brompot die liever met rust gelaten wordt. Vermoedelijk heeft Violette de brief buiten zijn weten om geschreven. Wanneer Charlie, Linus, Snoopy en Woodstock bij de Chateau aankomen, blijkt er niemand te zijn. Ze moeten de nacht doorbrengen in een stal naast het huis. De volgende dag blijkt iemand hen een ontbijt en warme dekens te hebben gebracht. Ze weten nog niet dat Violette hierachter zit.
Die dag is het de eerste schooldag. Al snel krijgt Charlie ruzie met Patty daar hij in vrijwel alles beter is dan zij.
Dagen gaan voorbij. Linus en Charlie moeten nog altijd de nacht in de stal doorbrengen, maar iedere nacht krijgen ze eten en andere benodigdheden van hun mysterieuze helper. Op een avond besluiten ze om beurten de wacht te houden in de hoop eindelijk meer te ontdekken. Die nacht gaat de Baron naar de kroeg, en waarschuwt Violet de twee jongens niet binnen te laten in het huis. Violette stemt met tegenzin toe, maar brengt de jongens wel wederom eten en dekens. Linus, die op wacht staat, volgt haar de Chateau in. Nu Linus haar doorheeft, vertelt Violet hem haar motivatie om Charlie uit te nodigen. Het blijkt dat Violettes grootmoeder tijdelijk een relatie had met Charlies grootvader, Silas Brown, toen die tijdens de Tweede Wereldoorlog in Frankrijk gelegerd was. Toen hij terugmoest naar Amerika verwaterde het contact echter.
Charlie ligt op dat moment nog buiten te slapen. Snoopy en Woodstock zijn ondertussen in dezelfde kroeg als de baron. Daar horen ze hem de barman vertellen dat hij op de hoogte is van de aanwezigheid van de twee jongens. Hij heeft volgens eigen zeggen hun aanwezigheid lang genoeg getolereerd, en dreigt desnoods harde maatregelen te nemen om ze te verdrijven. De baron keert onverwacht huiswaarts. Wanneer Violette hem aan hoort komen, laat ze van schrik haar kaars vallen. Deze komt op een gordijn terecht en het gebouw vat vlam.
Charlie ontwaakt, ziet het brandende huis, en haast zich naar de kroeg waar Snoopy en Woodstock zijn. Daarna rent hij naar Pierres huis om Patty en Marcie te waarschuwen. De groep haast zich terug naar de brandende Chateau. Linus gooit vanuit het raam zijn deken naar beneden, die door Pierre, Patty en Marcie als trampoline wordt gebruikt zodat Linus en Violette naar buiten kunnen springen. Vervolgens probeert de groep met een ouderwetse waterpomp het vuur te blussen tot de brandweer arriveert.
Door het snelle ingrijpen blijft de Chateau grotendeels gepaard. De baron komt bij zinnen en staat Charlie en Linus toe om nog een tijdje blijven. Violette vertelt Charlie de rest van de geschiedenis. Ze kwam achter Charlies locatie toen een vriend van haar familie in Amerika was, en daar toevallig de kapperszaak van Charlies vader bezocht.
Aan het eind van de film zit het verblijf van de groep erop, en keren ze terug naar Amerika.

## Rolverdeling
| Acteur             | Personage                                                                |
| ------------------ | ------------------------------------------------------------------------ |
| Arrin Skelley      | Charlie Brown                                                            |
| Laura Planting     | Patricia "Peppermint Patty" Reichardt                                    |
| Casey Carlson      | Marcie                                                                   |
| Daniel Anderson    | Linus van Pelt                                                           |
| Annalisa Bortolin  | Sally Brown                                                              |
| Bill Melendez      | Snoopy / Woodstock                                                       |
| Pascale De Barolet | Pierre                                                                   |
| Roseline Rubens    | Violette Honfleur                                                        |
| Scott Beach        | Ober / Baron / Chauffeur / Tennis omroeper / Engelse stemmen / Amerikaan |

## Achtergrond
De plot van de film is deels gebaseerd op Charles M. Schulz’ eigen ervaringen van toen hij als soldaat in Frankrijk was gelegerd tijdens de Tweede Wereldoorlog. Zo is het Château waar Linus en Charlie verblijven gemodelleerd naar een huis waarin Schulz zes weken verbleef.
De scène in het klaslokaal waar Charlie en Patty ruzie krijgen is gebaseerd op enkele strips uit 1975, waarin de Peanuts-groep tijdelijk moet verhuizen naar Patty’s school omdat hun eigen school is ingestort.
De film is uniek in het opzicht dat er volwassenen in beeld komen en ook dialoog hebben, iets wat in de stripserie nooit gebeurde.